# Asclepias albens
Asclepias albens là một loài thực vật có hoa trong họ La bố ma. Loài này được (E.Mey.) Schltr. mô tả khoa học đầu tiên năm 1896.